# L'Enfant de l'orage

L'Enfant de l'orage est une série de bande dessinée française du genre médiéval-fantastique écrite par Manuel Bichebois et dessinée par Didier Poli. Édité par Les Humanoïdes Associés, le tome 1 paraît en novembre 2003. La série comporte trois tomes et la série Le Prince de l'orage lui fait suite.

## Synopsis
Alors qu’il n’est encore qu’un enfant, Laïth découvre qu’il est doté d’étranges pouvoirs qui ne se manifestent qu’en plein orage. Il entreprend alors une quête pour découvrir d’où lui provient ce don mais la route est semée d’embuches par le puissant Algärd qui compte bien se servir de lui à son profit.

## Liste des albums
- L'Enfant de l'orage, Les Humanoïdes Associés :

1. Pierres de sang, novembre 2003[1].
2. La Croisée des vents, février 2005.
3. Où portent les courants, janvier 2009.